# Mötschwil
Mötschwil est une ancienne commune et une localité de la commune de Hindelbank, située dans l'arrondissement administratif bernois de l'Emmental, en Suisse.
Depuis le 1er janvier 2021, la commune est intégrée à celle de Hindelbank.